# Kylie Bunbury

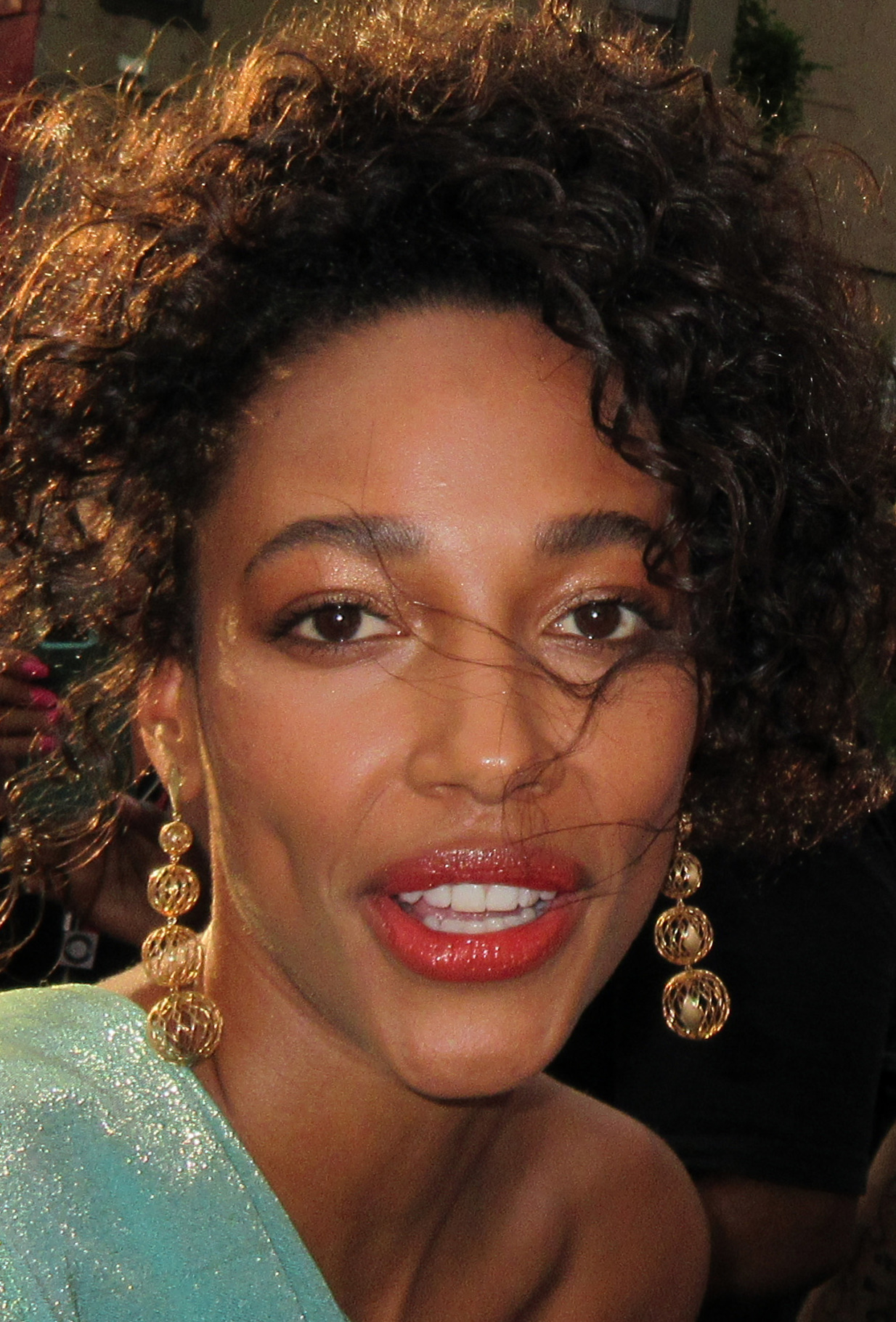
Kylie Bunbury nel 2019

Kylie Bunbury (Hamilton, 30 gennaio 1989) è un'attrice canadese.

## Filmografia

### Cinema
- Prom - Ballo di fine anno (Prom), regia di Joe Nussbaum (2011)
- Lo spaventapassere (The Sitter), regia di David Gordon Green (2011)
- Game Night - Indovina chi muore stasera? (Game Night), regia di John Francis Daley e Jonathan Goldstein (2018)

### Televisione
- Il tempo della nostra vita (Days of Our Lives) – serie TV, episodio 1x11 (2010)
- Twisted – serie TV, 19 episodi (2013-2014)
- Tut - Il destino di un faraone (Tut), regia di David Von Ancken – miniserie TV, 2 episodi (2015)
- Under the Dome – serie TV, 12 episodi (2015)
- Pitch – serie TV, 10 episodi (2016)
- Law & Order - Unità vittime speciali (Law & Order: Special Victims Unit) – serie TV, episodio 19x14 (2017)
- Robot Chicken – serie TV, episodio 9x16 (2018)
- When They See Us, regia di Ava DuVernay – miniserie TV (2019)
- Big Sky – serie TV (2020)

## Doppiatrici italiane
Nelle versioni in italiano dei suoi film, Kylie Bunbury è stata doppiata da:
- Eva Padoan in Twisted, Law & Order - Unità vittime speciali, Brave New World
- Ilaria Latini in Pitch
- Guendalina Ward in Prom - Ballo di fine anno, Lo spaventapassere
- Perla Liberatori in Under the Dome
- Domitilla D'Amico in Tut
- Ughetta d'Onorascenzo in Game Night - Indovina chi muore stasera?
- Valentina Favazza in When They See Us
- Erica Necci in Big Sky